# Antocha (Antocha) hyperlata
Antocha (Antocha) hyperlata is een tweevleugelige uit de familie steltmuggen (Limoniidae). De soort komt voor in het Oriëntaals gebied.